# Bernardodon
Bernardodon Hahn and Hahn, 1999 è un genere di mammiferi estinti poco conosciuto. I resti fossili provengono dal Giurassico superiore della formazione Lourinhã, Porto Dinheiro, in Portogallo, e sono limitati a pochi denti. Questi piccoli erbivori vissero durante l'era dei dinosauri. I Bernardodon sono membri dell'ordine dei multitubercolati e del sottordine Plagiaulacida (famiglia Pinheirodontidae). Sono quindi alcuni tra i più antichi rappresentanti dell'ordine.
Il genere Bernardodon, venne classificato da G. Hahn e R. Hahn nel 1999. Inizialmente veniva considerato ascrivibile al Cretaceo inferiore (Berriasiano), ma studi successivi hanno rivelato l'appartenenza di questi strati al Giurassico superiore (tra Oxfordiano e Kimmeridgiano, circa 161,2-150,8 milioni di anni fa).
Vi appartengono le specie B. atlanticus e B.sp., classificati da G. Hahn e R. Hahn nel 1999 sulla base dei denti fossili ritrovati negli strati della formazione Lourinhã. Tali resti si discostano da Pinheirodon nella struttura dell'incisivo I3 più largo e robusto, e per l'estensione dei cuspidi linguali del premolare P3, che non si estendono per l'intera lunghezza del dente.

## Tassonomia
Sottoclasse  † Allotheria Marsh, 1880
- Ordine † Multituberculata Cope, 1884:
  - Sottordine † Plagiaulacida Simpson, 1925
    -       - Famiglia † Pinheirodontidae Hahn & Hahn, 1999
        - Genere † Pinheirodon Hahn & Hahn, 1999
          - Specie † P. pygmaeus Hahn & Hahn, 1999
          - Specie † P. vastus Hahn & Hahn, 1999
          - Specie † P. sp. Hahn & Hahn, 1999

        - Genere † Bernardodon Hahn & Hahn, 1999
          - Specie † B. atlanticus Hahn & Hahn, 1999
          - Specie † B. sp. Hahn & Hahn, 1999

        - Genere † Gerhardodon Kielan-Jaworowska & Ensom, 1992
          - Specie † G. purbeckensis Kielan-Jaworowska & Ensom, 1992

        - Genere † Iberodon Hahn & Hahn, 1999
          - Specie † I. quadrituberculatus Hahn & Hahn, 1999

        - Genere † Lavocatia Canudo & Cuenca-Bescós, 1996
          - Specie † L. alfambrensis Canudo & Cuenca-Bescós, 1996

        - Genere † Cantalera Badiola, Canudo & Cuenca-Bescós, 2008
          - Specie † C. abadi Badiola, Canudo & Cuenca-Bescós, 2008

        - Genere † Ecprepaulax Hahn & Hahn, 1999
          - Specie † E. anomala Hahn & Hahn, 1999